# Orden de Najímov
La Orden de Najímov (del ruso: Орден Нахимова) era una de las más altas distinciones de la Armada de la URSS y actualmente en la Federación Rusa, junto a la Orden de Ushakov. Fue establecida el 3 de marzo de 1944 con dos clases, ambas cuentan con un ancla en forma de estrella. Sin embargo, la primera clase tiene una serie de elementos de oro y esmalte rojo y azul.
La primera clase fue otorgada 82 veces, incluidas unidades navales, como la 1.ª brigada de torpederos de Sebastopol y la 1.ª brigada de torpederos Bandera Roja de la Flota del Báltico. La segunda categoría fue concedida 469 veces, incluyendo a dos unidades navales. La orden es para usarse en el lado derecho del pecho.

## Insignias y cintas
| 1ª Clase | 2ª Clase |
| -------- | -------- |
|          |          |
| Cintas   |          |
|          |          |